# أمايا غونزاليس
أمايا غونزاليس (بالإسبانية: Amaia González de Garibay) مواليد 27 فبراير 1994 في بلد الوليد، هي لاعبة كرة يد إسبانية تلعب كجناح أيسر. مثلت منتخب إسبانيا لكرة اليد للسيدات.

## سجل المنافسة
شاركت في البطولات التالية:
- بطولة أوروبا لكرة اليد للسيدات 2016